# Маймечит
Маймечит (англ. maimechit, нім. Maimetschit m) — ультраосновна безполевошпатова, багата олівіном дайкова або ефузивна гірська порода порфірової будови. М. складений великими вкраплениками магнезійного олівіну, зануреними в цемент, структура якого змінюється від склуватої до мікролітової і повнокристалічної. Гол. мінерал цементу — голчатий клінопіроксен, постійно присутні рудні мінерали. В складі породи також серпентин, флогопіт, перовськіт і вулканічне скло. Текстура масивна, в дайкових різновидах флюїдальна. Колір темно-сірий, чорний із зеленуватим відтінком. М. — гранично ненасичена кремнеземом, найбільш магнезійна порода серед земних ультраосновних вулканітів. М. утворюють дайки, сілли, лавові потоки і покриви, що перешаровуються з туфами близького складу. Поширені на платформах, рідко в складчастих областях.
За мінералогічним і хімічним складом порода належить до групи пікритів і кімберлітів. Через високий вміст MgO, що перевищує 18%, меймечит класифікується як вулканічна порода з високим вмістом магнію. Вважається, що джерелом розплаву є земна мантія під континентальною корою.
Відомі в Сибіру, на Камчатці, Далекому Сході. Назва — від р. Маймеча (Ведмежа) на півночі Сибіру,  де ці породи залягають у Сибірських траппах. Меймечити також зустрічаються в Японії, де вони бідніші на TiO2, ніж сибірський варіант.